# Список персонажей мультсериала «Трансформеры: Прайм»
Информационный список персонажей американского мультсериала «Трансформеры: Прайм» (англ. Transformers: Prime).
Персонажи-роботы сгруппированы по фракциям. Имена действующих лиц (за исключением лидеров) приводятся в порядке их появления в сериале.

## Трансформеры

### Автобо́ты
- Орио́н Пакс / О́птимус Прайм (англ. Orion Pax / Optimus Prime) 
 Альт-форма: в первых двух сезонах — красно-синий тягач Freightliner Coronado, в третьем — экспериментальный военный грузовик той же расцветки.
Оружие: два ионных бластера, два боевых клинка из энергона, тяжёлый лазерный пулемёт , импульсная пушка и звёздный меч. В режиме броневика — ракеты с тепловой системой наведения.
Особые возможности: может активировать самые сильные артефакты Иакона.
- Первое появление: серия «Тьма сгущается: Часть 1»

В прошлом — архивист-историк на Кибертроне (тогда его звали Орион Пакс). В настоящее время — главнокомандующий силами автоботов. Мудрый, благородный, справедливый. Искусный воин, но питает отвращение к насилию; может быть строгим, даже суровым, но никогда не бывает жестоким. Всегда заступается за слабых, великодушен к поверженным врагам. Ради друзей он готов пойти на любой риск и любые жертвы (вот к примеру, когда стал известен план Мегатрона киберформировать Землю с помощью Омега-Замка на Кибертроне, решил пожертвовать своей родиной ради спасения Земли и всего человечества). Хранитель Матрицы Лидерства — вместилища чистой энергии и коллективной мудрости Праймов, накопленных за миллионы лет, благодаря которым, Праймус смог победить Юникрона в древние времена и изгнать его в глубины Вселенной. В конце первого сезона, в ходе решающей битвы с Юникроном, задействовал Матрицу Лидерства для погружения гиганта в анабиоз, но при этом, выпустив энергию Матрицы, потерял и часть своей памяти, забыл собственное имя и стал вновь считать себя Орионом Паксом. По этой причине он и поверил Мегатрону, который внушил ему, что они с ним заодно. Чтобы вернуть Прайму память, пришлось совершить рискованную экспедицию в центральный архив Кибертрона за необходимыми файлами; лишь после этого он смог вернуться к своим обязанностям. В дальнейшем одной из главных его забот стала организация поисков древних кибертронских реликвий, спрятанных на Земле.
В финале второго сезона отправился со своим отрядом на Кибертрон, чтобы отвоевать родную планету у десептиконов. Когда десептиконы разгромили земную базу автоботов, Оптимус получил тяжёлые повреждения и едва не умер, но был спасён Смоукскрином и получил новую киберформу. В полнометражном мультфильме «Трансформеры: Прайм. Охотники на чудовищ: Восстание предаконов», пожертвовав собой, прыгнул в Колодец Искр, тем самым с одной стороны завершив восстановление Кибертрона, с другой — прервав линию Праймов.
- Ультра Ма́гнус (англ. Ultra Magnus)
- Альт-форма: тягач Freightliner Coronado.
- Оружие: два ионных бластера, похожих на те, которые использует Оптимус, лазерная винтовка и Молот Солус Прайм[4][5].
- Первое появление: серия «Поодиночке»

На Кибертроне был старшим офицером и учеником Оптимуса Прайма, был назначен командующим над отрядом под названием «Разрушители» (англ. Wreckers). Прибывает на Землю и собирает разрозненных и деморализованных потерей лидера автоботов в отряд для нанесения ответного удара Мегатрону. Отличный тактик и стратег, очень опытный воин, беззаветно преданный идеалам и целям автоботов, но при этом — рьяный службист, требует неуклонного соблюдения дисциплины и субординации, и эта его манера многих раздражает. На этой почве постоянно конфликтует с Уилджеком. Однако, несмотря на высокий пост и приверженность к дисциплине, он в сущности, остаётся таким же безбашенным «разрушителем», готовым броситься в бой с любым врагом, даже если тот превосходит его по силе и техническим возможностям. В ходе битвы с Предакингом лишился кисти правой руки, которую впоследствии Рэтчет заменил на «клешню» — лучшее, что он мог в условиях ограниченных ресурсов автоботов. После этого отношения с Уилджеком налаживаются. «Разрушитель» признаёт его командиром. В полнометражном мультфильме «Восстание предаконов» был серьёзно ранен в стычке с предаконами и в дальнейших его событиях активно не участвовал (однако впоследствии появился в комиксах издательства «IDW Publishing» по продолжению мультфильма — сериалу «Трансформеры: Роботы под прикрытием»).
- Ба́мблби (англ. Bumblebee)
- Альт-форма: жёлто-чёрный пони-кар марки «Urbana 500»[10]
- Оружие: двухствольные лазерные пистолеты на запястьях.
- Первое появление: серия «Тьма сгущается: Часть 1»

Разведчик автоботов. Бесконечно предан своему командиру, готов рисковать жизнью ради него: в поисках лекарства для Прайма, заражённого «кибонной чумой», добровольно вызвался внедрить собственный разум в подсознание Мегатрона и сумел выведать у него секрет противоядия.
Как и в фильмах, Бамблби — немой, поскольку ещё на Кибертроне лишился голосового модуля вследствие ранения, и общается с помощью электронных звуковых сигналов (дар речи вернулся к нему только после того, как он был возрождён и обновлён киберматерией). На Земле его другом становится Раф Эскивел, с которым у Бамблби устанавливается полное взаимопонимание: он даже свою техноформу модифицирует так, чтобы она подходила для маленького мальчика, который больше всего на свете любит компьютеры и игрушечные машинки. По меркам трансформеров, Бамблби ещё очень молод, но отважно сражается с десептиконами, совершенствуя своё боевое мастерство и набираясь сил; в финале сериала ему удаётся одолеть самого Мегатрона.
- А́рси (англ. Arcee) 
Альт-форма: синий мотоцикл «Kawasaki Ninja 250R».
Оружие: бластеры, встроенные в руки, и два энергоновых стилета, которые крепятся к рукам ниже локтя.
Особые возможности: в режиме транспортного средства умеет создавать голограмму водителя, что позволяет удачно маскироваться в потоке уличного движения.
- Первое появление: Серия «Тьма сгущается: Часть 1»

Девушка-автобот. Неустрашимая воительница с холодной головой и горячим сердцем. Самая непримиримая по отношению к десептиконам, из-за которых потеряла самых дорогих друзей — Тейлгейта и Клиффджампера. После этой утраты долго не хотела ни с кем сближаться, и только на Земле обзавелась новым партнёром. Им стал Джек Дарби, с которым Арси познакомилась на автостоянке в Джаспере. Она — строгая и требовательная, не даёт Джеку поблажек, но только потому, что очень за него волнуется. В трудную минуту обязательно поддержит и выручит его. Именно Арси уговаривает Джека остаться в команде, когда тот хочет уйти. Арси — очень живучий автобот: множество раз болела, получала серьёзные травмы, но очень быстро восстанавливала силы и боеспособность.
- Рэтчет (англ. Ratchet) 
Альт-форма: красно-белый автомобиль скорой помощи «Ford E-350».
Оружие: широкие обоюдоострые лезвия, выпускаемые из «рукавов», и лазерные бластеры, встроенные в «рукава».
- Первое появление: Серия «Тьма сгущается: Часть 1»

Врач автоботов. Он старше всех в команде, хотя с виду заметно «помолодел» по сравнению с предыдущим сериалом. Характер его тоже изменился к лучшему: он, похоже, избавился от своей привычки вечно ворчать и стал вполне корректным и уравновешенным в отношениях с окружающими. Теперь его может вывести из себя только растяпа Балкхэд; из мастерской Рэтчета часто доносится возмущённый возглас: «Балкхэд! Мне это было нужно!!!». Благодаря своему здравомыслию и большому опыту Рэтчет пользуется всеобщим уважением; замещает Оптимуса во время его отсутствия. Не трус, но воевать не любит, предпочитает не вступать в бой без крайней необходимости. Превыше всего он ставит долг врача, и если потребуется, будет лечить даже десептиконов (в частности, несколько раз ремонтирует Старскрима). Талантливый изобретатель и учёный; тем не менее, в глубине души считает свои знания и умения недостаточными, а свой вклад в дело автоботов — незначительным, и это его мучает. Стремясь помочь товарищам, при всей своей рассудительности, иной раз совершает опрометчивые поступки, от которых сам же страдает (например, испытывает на себе синтетический энергон). Рэтчет хуже других автоботов чувствует себя на Земле; тем не менее, лишь он один не покинул нашу планету после возрождения Кибертрона, добровольно приняв на себя обязанность защищать землян, если десептиконы вдруг решат вернуться.
- Ба́лкхэд (англ. Bulkhead) 
Альт-форма: огромный внедорожник «Lamborghini LM002» защитного цвета.
Оружие: бронированные кулаки, которые превращаются в две увесистые булавы с шипами; кроме того, в каждый из них вмонтировано по мощной лазерной пушке.
- Первое появление: Серия «Тьма сгущается: Часть 1»

Рядовой боец в команде Прайм, раньше работал строителем. Силач, увалень и тугодум. Из-за своей феноменальной неуклюжести то и дело что-нибудь роняет, разбивает или ломает (чаще всего — инструменты Рэтчета). Впрочем, на Балкхэда нельзя долго сердиться — ведь он такой добряк! За грозным и устрашающим видом великана-автобота скрывается на редкость мягкая и чувствительная душа: его легко разжалобить, он готов протянуть руку помощи врагу, с которым только что дрался не на жизнь, а на смерть. Взяв на своё попечение Мико Накадаи, Балкхэд относится к ней с трогательной нежностью, позволяет ей командовать собой и балует, как может (вплоть до того, что берёт с собой на задания и помогает сбегать с уроков).
- Уилджек (англ. Wheeljack) 
Альт-форма: гоночный автомобиль Lancia Fenomenon Stratos белого цвета. 
Оружие: две лазерные пушки и две катаны, пара гранат.
Особые возможности: имеет собственный небольшой звездолёт, который называется «Джекхаммер».
- Первое появление: серия «Дело десептиконов»

Закадычный приятель Балкхэда (когда-то они вместе сражались в особом отряде автоботов «Разрушители», элитном подразделении, которое выполняло секретные операции), отличный подрывник и пилот, мастерски фехтует на мечах. По характеру — большой задира: предпочитает думать кулаками, а не головой. Раздражает Рэтчета тем, что придумывает ему всякие прозвища. По пути к Земле Уилджека берут в плен десептиконы; тем не менее, ему удаётся не только вырваться на волю, но и одолеть Мэйкшифта — десептикона, который выдавал себя за него. Вскоре после этого, Уилджек покидает Землю, чтобы ещё попутешествовать по Галактике и найти выживших автоботов. Правда, во втором сезоне он вновь объявился на Земле, однако так и не стал официально членом команды Прайма, желая сохранить свободу действий, которая нужна ему для сведения счётов с личным врагом — десептиконом Дредвингом, убившим его друга Сиспрэя. Лишь через какое-то время, потеряв в ходе сражения у Даркмаунта свой звездолёт, окончательно (хотя и без особого энтузиазма) присоединяется к команде Прайм.
- Смо́укскрин (англ. Smokescreen)
- Альт-форма: Бело-сине-красный (в третьем сезоне сине-жёлтый) спортивный автомобиль Lotus Exige.
Оружие: лазерные пушки. 
Особые возможности: владеет одной из реликвий Иакона — «фазовым переключателем».
Первое появление: Серия «Новичок»

Один из самых молодых автоботов. Член Элитной гвардии Кибертрона. Некоторое время служил в архиве Иакона, где был телохранителем, учеником и другом Альфа Триона и пользовался его полным доверием, но всегда мечтал стать первоклассным воином. Оказался на Земле, сбежав от десептиконов, которые держали его в тюремном блоке их транспортного корабля после разгрома базы автоботов и угнав их спасательную капсулу, рассчитанную на дальние перелёты. Принятый в команду Прайм, смог, наконец, осуществить свою давнюю мечту и, несмотря на недостаток опыта и избыток азарта, зарекомендовал себя хорошим бойцом и сумел завоевать доверие своих новых товарищей (которые сначала посчитали его шпионом). Быстро подружился с Джеком Дарби и начал подбивать его на всякие рискованные проделки; во время одной из их совместных вылазок Джек чуть не погиб, после чего рассерженная Арси потребовала, чтобы Рэтчет вернул Джека домой. Получив к тому же дополнительный нагоняй от Оптимуса, Смоукскрин стал серьёзнее относиться к своим обязанностям и больше не подвергал опасности жизнь людей, но тягу к авантюрам сохранил.
- Клиффджа́мпер (англ. Cliffjumper)
- Альт-форма: красный масл-кар Dodge Challenger.
Оружие: лазерные трёхствольные револьверы.

Автобот, погибший в самом начале первой серии. Являлся напарником Арси после смерти Тейлгейта. Вмеместе с фемботкой (не зная этого) отправился в сторону разрушенного десептиконами Кибертрона, обнаружив там активность. Его вместе с Арси  схватил и пытал первый помощник Мегатрона, чтобы получить код от шифра автоботов. Не получив информации Старскрим отправился вместе с автоботами и энергоном к Шоквейву. Тот с помощью психо-кардикального соединения расшифровал послание с координатами базы  Оптимуса Прайма на Земле. Шоквейв, недавно закончивший постройку космического моста, стал направлять координаты.После этого Старскрим хотел покончить с автоботами, но сам попал в ловушку. Арси и Клиф вместе сбежали, сломав космический мост и ослепив Шоквейва бежали на Землю и присоединились к Команде Прайма. Вместе с Арси патрулировал Джаспер. От скуки нарушал правила дорожного движения. Наткнулся на залежи энергона и отряд Вехиконов. Пытался сражаться не дожидаясь помощи, но не смог и попал в плен. Там его пытал Старскрим, но не получив информации, убил Клиффджампера. Остальные автоботы, узнав, что Клиф в опасности приехали на залежь энергона и увидели, что сигнал жизни автобота погас. После смерти и возвращения Мегатрона использовался как "подопытный кролик" в эксперименте с Тёмным энергоном, став зомби-террорконом. Поднятый из мёртвых Клифф попытался атаковать Мегатрона. но им же оказался разрезан напополам. Автоботы, увидев сигнал Клифа в эфире приехали и попали в шахту десептиконов. Арси, увидав напарника подбежала к нему и увидев, что это уже не он, сбросила с обрыва. Позже труп был завален или взорван бомбой Старскрима.

### Десептико́ны
- Мегатро́н (англ. Megatron) 
 Альт-форма: кибертронский звездолёт, после возрождения Юникроном - улучшенный с мощными лазерными орудиями и сверхсветовым космическим двигателем.
- Оружие: традиционная термоядерная пушка на правой руке (в режиме звездолёта расположена сзади), меч, Сокрушитель Праймов (тёмная версия Звёздного Меча). После возрождения Юникроном: две мощные пушки, молот, два крюка, дрель и копьё-бомба, генерируемые из Тёмного Энергона.
- Особые возможности: владеет редчайшей разновидностью энергона - Тёмным Энергоном, являющемся Кровью Юникрона. После возрождения Юникроном научился генерировать оружие из Тёмного Энергона, выкачивать информацию из разума врагов и порождать террорконов.
- Первое появление: Серия «Тьма сгущается: Часть 1»

В прошлом — гладиатор, принявший имя Тринадцатого основателя Прайма — Мегатронуса. В настоящее время — лидер десептиконов. Умный, беспощадный и целеустремлённый. Очень опытный и сильный воин, один из самых сильных существующих трансформеров. После трёхлетнего отсутствия возвращается на Землю, чтобы разделаться с автоботами. Для этого планирует с помощью Тёмного Энергона воскресить на Кибертроне всех павших десептиконов, превратив их в Террорконов, а затем переправить полчища оживших робо-мертвецов на Землю. Однако автоботы взорвали космический мост прежде, чем Мегатрону удалось завершить свой замысел. Сам Мегатрон пропал во время взрыва; его посчитали мёртвым, но в действительности он был только тяжело ранен. Найденный в космосе и доставленный на «Немезиду», долго пребывал в стазисе, который чуть не стал вечным по вине Старскрима. Однако наступил день, когда Мегатрон восстал вновь и навёл порядок среди своих подчинённых, напомнив всем «кто в доме хозяин». В конце первого сезона на время объединился с автоботами для борьбы с Юникроном. Во втором сезоне, узнав от Прайма местонахождение кибертронских артефактов, ставит своей целью во что бы то ни стало завладеть ими, опередив автоботов. В третьем же сезоне, пополнив армию армадой Старскрима, предаконами и Шоквейвом, берёт автоботов в плен, но восстановленный Оптимус спасает их и разрушает Даркмаунт — крепость десептиконов. Был убит Бамблби в ходе сражения за «Немезиду». Позже Юникрон его воскресил и отправился на Кибертрон, чтобы убить Праймуса. После своего освобождения от Юникрона Мегатрон расформировал десептиконов, потеряв тягу к тирании и злу, и улетел в неизвестном направлении.
- Старскрим (англ. Starscream) 
Альт-форма: серебристо-серый лёгкий истребитель F-16 «Файтинг Фалкон»
Оружие: две ракетные установки и два бластера на руках, копьё-парализатор, когтистые пальцы.
Особые возможности: во время своего вынужденного нейтралитета использует «красный энергон», придающий ему сверхскорость, и пульт дистанционного управления «земным мостом».
- Первое появление: Серия «Тьма сгущается: Часть 1»

Первый помощник и вечный завистник Мегатрона. Прежде чем присоединиться к Мегатрону, был командиром эскадрильи разведчиков энергона на Кибертроне. После того, как десептиконы покинули Кибертрон, а Мегатрон отбыл в неизвестном направлении, Старскрим в отсутствие шефа командовал десептиконами. Притворяется, что рад возвращению повелителя, держится с ним очень почтительно, льстит и подлизывается, а сам только и ждёт удобного момента, чтобы устранить Мегатрона и захватить власть. После разрушения космического моста немедленно оповещает всех, что Мегатрон погиб, и назначает себя на его место. Когда же выяснилось, что владыка десептиконов не умер, а только впал в коматозное состояние, Старскрим попытался прикончить его, за что получил грандиозную трёпку от Мегатрона, когда тот очнулся и восстановил силы. Едва оправившись от побоев, Старскрим опять принялся плести интриги против своего хозяина; всё кончилось тем, что Мегатрон приговорил его к смерти, и только случай помешал ему привести приговор в исполнение. Обозлённый постоянными неудачами (особенно после инцидента с Эйрахнидой, которая «сдала» его автоботам), Старскрим порвал с десептиконами и объявил, что больше не желает никому служить. С тех пор Старскрим действует самостоятельно, на свой страх и риск, лишь иногда заключая тактические союзы то с автоботами, то с людьми. Однако в конце второго сезона, устав в одиночку бороться за выживание, принимает решение помириться с Мегатроном. Ему удаётся осуществить своё намерение, и даже вновь занять пост первого помощника, но ненадолго — в третьем сезоне ему пришлось уступить часть своих полномочий Шоквейву (тот стал заведовать научной частью, тогда как Старскрим остался военачальником). С этого момента Старскрим начинает строить козни против Шоквейва, стараясь дискредитировать того в глазах Мегатрона, но лишь навлекает на себя новые неприятности в виде гонений и выговоров. К Мегатрону он, однако, стал относиться гораздо лояльнее. После того, как лорд десептиконов был убит в поединке с Бамблби, Старскрим скрылся с корабля вместе с Шоквейвом. В полнометражном мультфильме помог Шоквейву создать двух новых предаконов — Даркстила и Скайлинкса. После финальной битвы улетел в цитадель «Даркмаунт» на Кибертроне, чтобы строить новые планы порабощения планеты, но там его настигли предаконы во главе с Предакингом, жаждавшие свести с ним счёты. Дальнейшая судьба Старскрима выяснилась в мультсериале-продолжении «Траснформеров: Прайм» — «Трансформеры: Роботы под прикрытием».
- Шоквейв (англ. Shockwave)
- Альт-форма: кибертронский танк[27].
- Оружие: плазменная пушка[28].
- Первое появление: Серия «Осколки прошлого»

Десептиконский учёный. Сначала появлялся лишь во флешбэке, в воспоминаниях Арси. Считалось, что он погиб во время стычки с автоботами, однако слухи о его трагической кончине оказались преждевременными — Шоквейв выжил и даже оттеснил Старскрима с поста заместителя Мегатрона. По характеру — сдержанный и уравновешенный, никогда не теряет контроль над собой; строго логичен во всех своих суждениях и поступках. Шоквейв — один из самых лучших воинов Мегатрона, и к тому же — гениальный изобретатель. Диапазон его научных изысканий весьма обширен и простирается от усовершенствования вооружения до конструирования новых трансформеров; благодаря Шоквейву войско десептиконов получило весомое пополнение — могучего и свирепого дракона-трансформера Предакинга. После финальной битвы на «Немезиде» и гибели Мегатрона Шоквейв вместе со Старскримом эвакуировался в спасательной капсуле, которая приземлилась где-то на Кибертроне. В полнометражном фильме вместе со Старскримом создал двух новых предаконов — Даркстила и Скайлинкса. После Шоквейв едет на кладбище предаконов, где встречает Юникрона в теле Мегатрона, который воскрешает мёртвых предаконов, которые нападают на Шоквейва. Едва оставшись в живых, Шоквейв сообщает о планах Юникрона Даркстилу, Скайлинксу и главному Предакингу, после чего уезжает в неизведанные края Кибертрона.
- Саундвейв (англ. Soundwave) 
Альт-форма: тёмно-синий «беспилотник» MQ-9 «Жнец».
Оружие: щупальца[32], Лазербик, резонансный бластер
Особые возможности: может открывать «земной мост» практически в любом месте и в любое время.
- Первое появление: Серия «Тьма сгущается: Часть 1»

Офицер связи и разведчик десептиконов. По должности состоит в подчинении у Старскрима, однако, не в пример тому, неизменно верен Мегатрону. Информирует его обо всём (в частности, о проделках Старскрима и Эйрахниды); когда последняя в отсутствие Мегатрона попыталась взять командование на себя, Саундвейв жёстко пресёк её поползновения. Как воин, он тоже неплох: смог отбить у автоботов реликвию Иакона — ультразвуковое оружие десептиконов (конфискованное автоботами), хотя ему пришлось драться с одним из сильнейших бойцов автоботов — Уилджеком.
Очень молчаливый, объясняется почти исключительно жестами; если всё же нужно сообщить что-нибудь важное, воспроизводит фрагменты чужих высказываний или транслирует изображения. Вместо лица у него — треугольный монитор, на экране которого, когда Саундвейв «говорит», отображаются осцилляторные волны. Во время битвы на «Немезиде» заманил Ультра Магнуса и «разрушителей» в ловушку при помощи трюка с «земным мостом», затем попытался проделать то же самое с Мико, используя «земной мост» как щит и это оказалось его фатальной ошибкой: благодаря вмешательству Рафа, который открыл за ним ещё один портал, был заперт в зоне тени, подобно Скайквэйку. Дальнейшая судьба Саундвейва выясняется в сиквеле мультсериала «Трансформеры: Роботы под прикрытием».
- Лазерби́к (Ла́зерный Клюв) (англ. Laserbeak)
- Альт-форма: оригинальный летательный аппарат, похожий одновременно на насекомое и на летучую мышь.
- Оружие: лазерная пушка и электрошокер.
- Первое появление: серия «Тьма сгущается: Часть 3»

Миниатюрный дрон, «питомец» и помощник Саундвейва. Очень быстрый и манёвренный, способен одинаково легко перемещаться как в земной атмосфере, так и в безвоздушном пространстве. Из-за малых размеров и слабого вооружения почти никогда не участвует в боевых действиях и используется главным образом для разведывательных миссий и диверсий (однако ему хватило сил повредить вертолёт агента Фаулера и поймать его самого). В «нерабочем» состоянии крепится на груди Саундвейва.
- Эйрахни́да[36] (англ. Airachnid)
- Альт-форма: гигантский паук, бесшумный вертолёт, похожий на RAH-66 Команч.
- Оружие: паутина, яд, энергетические лучи, клешни на «паучьих лапках».
- Особые возможности: может телепатически контролировать инсектиконов.
- Первое появление: серия «Хищник»

Женщина-десептикон. Специалист по допросам. Заклятый враг Арси. Обожает охотиться на редкие виды кибертронских животных. Странствовала по Галактике, от планеты к планете, в поисках новых трофеев для своей коллекции, но на Земле Джек и Арси сожгли её корабль, и сафари пришлось прервать на неопределённый срок.
Мегатрон принял Эйрахниду в свой отряд и после бегства Старскрима сделал своей помощницей, но, как выяснилось, это было не самое мудрое решение. Коварная, эгоистичная и хладнокровная Эйрахнида — опасный враг и ненадёжный партнёр. Всякий, с кем она сотрудничает, должен быть начеку, так как от неё можно ожидать любого подвоха. Своим поведением она быстро восстановила против себя других десептиконов, и Мегатрон решил раз и навсегда избавиться от зловредной паучихи. Он поручил эту миссию самым мощным бойцам — Дредвингу и Брейкдауну, однако операция провалилась: Эйрахнида победила их обоих, да ещё стала королевой инсектиконов. Позже она, однако, потерпела поражение от руки Арси, которая заманила её в родовую капсулу инсектиконов и заперла там. Оказавшись внутри капсулы, Эйрахнида погрузилась в стазис, а её бывшие подданные перешли под руководство Мегатрона.
В третьем сезоне была освобождена террорконом-Брейкдауном, которого она повторно убила и вернула себе контроль над инсектиконами; однако тот успел заразить её вирусом. Захватив контроль над инсектиконами, Эйрахнида напала на «Немезиду», но Саундвейв свёл её планы на нет, вовремя открыв космический мост, по которому всё воинство Паучихи было переброшено на один из спутников Кибертрона. Из-за невозможности выбраться, Эйрахнида просто начала пожирать своих многочисленных воинов, которые просто не могли убежать благодаря её контролю. Дальнейшая её судьба неизвестна.
- Нока́ут (англ. Knockout)
- Альт-форма: красный спорткар, похожий на Aston Martin DBS V12.
- Оружие: энергетическое копьё (такое же, как у Старскрима), а также циркулярная пила и дрель из сверхпрочного сплава, выдвигающиеся из рук; в альт-форме автомобиля вооружён двумя спаренными бластерами.
- Первое появление: Серия «Бог из машины»

Медик и учёный десептиконов. Был вызван для ремонта Мегатрона, однако особой преданности к лорду десептиконов не испытывает и готов помочь Старскриму избавиться от него (предварительно выговорив себе в награду за услуги должность помощника при будущем лидере). Несмотря на звание врача, Нокаут не слишком утруждает себя заботами о здоровье пациентов; он предпочитает (и лучше умеет) калечить врагов, нежели лечить сослуживцев. Хитрый, расчётливый, тщеславный и до предела самовлюблённый; невероятно гордится своим внешним видом и приходит в ужас, если кто-нибудь повредит его полировку. Обожает автогонки; ради участия в состязаниях не боится даже нарушить приказ командира. Личный враг Бамблби. Немало насолил автоботам, но после захвата «Немезиды» и смерти Мегатрона добровольно сдался в плен, выразив своё желание присоединиться к победителям. В «Трансформеры Прайм: Восстание Предаконов» был освобождён Старскримом, однако почти сразу же после появления на месте автоботов, Нокаут «вырубил» своего бывшего компаньона и окончательно (хотя и неизвестно, насколько искренне) перешёл на сторону автоботов.
- Брейкда́ун (англ. Breakdown)
- Альт-форма: бронированный автофургон Oshkosh Defence голубого цвета.
- Оружие: в режиме робота — огромные кувалды, которые в бою заменяют ему руки и выдвижной бластер на левом плече; в режиме автомобиля — ракеты с тепловым наведением.
- Первое появление: серия «Бог из машины»

Ассистент и приятель Нокаута, прибыл вместе с ним по вызову Старскрима. В этом сериале Брейкдаун — не психопат, как в «G1»; он мыслит и ведёт себя вполне нормально, но, тем не менее, куда чаще других попадает в передряги. Однажды на него напали «МЕХаноиды» и попытались разобрать, чтобы понять, как функционируют трансформеры; в результате он лишился правого глаза, а мог бы лишиться и жизни, если бы его не спас Балкхэд. Ненавидит Эйрахниду, и поэтому охотно принял поручение Мегатрона ликвидировать её, но в бою с паучихой сам был убит. То, что осталось от Брейкдауна, забрали члены организации М.Е.Х.; позднее они сделали его тело вместилищем разума и личности своего погибшего командира Сайласа. Однако из-за провала операции, предложенной Сайласом, Мегатрон отдал того Нокауту для использования в качестве «подопытного кролика». Но в ходе опытов с синтетическим энергоном из-за непредвиденной случайности, Брейкдаун превратился в терроркона-вампира с постоянной жаждой энергона и был снова убит Эйрахнидой (которую сам же перед этим освободил и заразил).
- Скайквэйк (англ. Skyquake) 
Альт-форма: зелёный истребитель-бомбардировщик F-35 Лайтнинг II, довольно обшарпанного вида, скопированный с самолёта агента Фаулера.
Оружие: скорострельная мини-пушка, в режиме самолёта — ракеты «воздух-земля» и «воздух-воздух» с тепловой системой самонаведения.
- Первое появление: Серия «Наставники и ученики»

Элитный боец десептиконов. Оставленный Мегатроном на Земле для охраны залежей энергона, находился в стазисе, пока его не пробудил Старскрим, провозгласивший себя вождём десептиконов. К изумлению и неудовольствию последнего, Скайквэйк наотрез отказался поклониться ему, заявив, что признаёт только одного вождя — Мегатрона. Отказался он и вступить в переговоры с автоботами, чтобы не лишать себя удовольствия сразиться со своим заклятым врагом — Оптимусом Праймом. Убит в схватке с Праймом и Бамблби. Впоследствии был воскрешён Старскримом, но взрыв «земного моста» забросил его в некую параллельную реальность под названием «Зона Тени», и следы его затерялись.
- Дре́двинг (англ. Dreadwing) 
Альт-форма: истребитель-бомбардировщик «F-35 Лайтнинг II».
Оружие: пушка, меч; помимо этого, у него имеется внушительный запас взрывных устройств различной мощности.
- Первое появление: Серия «Вооружён и непредсказуем»

Брат-близнец Скайквэйка; очень похож на него внешне, но окрашен в синий цвет. Командовал армадой сикеров. Прибыл на Землю в надежде узнать что-либо о судьбе брата и заодно поддержать Мегатрона. Специалист-подрывник высшего класса. Очень опасный противник в бою. Люто ненавидит автоботов, а особенно — «разрушителей». При всём при том обладает редким для десептикона набором положительных качеств — силён, решителен, неглуп, умеет сохранять баланс между послушанием и инициативой, прямодушен, не лишён благородства, без труда работает в команде. Оценив достоинства Дредвинга, Мегатрон приблизил его к себе, даже назначил своим первым помощником. Но когда Дредвинг узнал правду о длинной череде интриг и предательств, которые совершались на борту «Немезиды», его верность идеалам десептиконов получила сокрушительный удар; больше всего его возмутило то, что Мегатрон не покарал виновных. Обуреваемый жаждой мести, Дредвинг решил сам свершить правосудие — отдал автоботам Молот Солус Прайм, а затем попытался убить Старскрима. Тем самым он нарушил прямой приказ командира, и сразу же поплатился за это — разгневанный Мегатрон погасил искру ослушника выстрелом из его же пушки.
- Мэ́йкшифт (англ. Makeshift)
- Альт-форма: неизвестна.
- Оружие: такое же, как у того трансформера, чей облик он копирует в данный момент.
- Первое появление: Серия «Дело десептиконов»

Десептикон-«оборотень», владеющий уникальной способностью принимать вид других трансформеров. По заданию Старскрима замаскировался под Уилджека и в его обличии проник на базу автоботов, чтобы подготовить вторжение десептиконов. Вначале ему удалось ввести в заблуждение даже Балкхэда, однако довольно скоро он был разоблачён и погиб от взрыва бомбы, незаметно установленной Уилджеком. Его истинный облик так и не был показан.
- Ха́рдшелл (англ. Hardshell) 
Альт-форма: жук-геркулес.
- Оружие: такое же, как и у всех инсектиконов
- Первое появление: Серия «На грани заражения»

Самый умный и безжалостный из инсектиконов (во всяком случае, едва ли не единственный из них, кто способен свободно разговаривать). Разыскивая по приказу Мегатрона ценный артефакт (которым оказался Токс-Эн - токсичная форма энергона, которая использовалась десептиконами как оружие массового поражения), вступил в бой с Балкхэдом, который занимался тем же самым, и тяжело ранил автобота. Позднее был вызван Уилджеком на поединок и чуть не победил его, но Мико расстреляла Хардшелла ракетами с корабля Уилджека.
- Вехиконы (англ. Vehicons) 
Альт-форма: спортивные автомобили типа «седан» фиолетового цвета, небольшие самолёты той же расцветки.
Оружие: мощные лазерные пистолеты, которые могут использовать и в техноформе.
- Первое появление: Серия «Тьма сгущается: Часть 1»

Солдаты и «рабочая сила» десептиконов. Неутомимые бойцы, очень сильные, ловкие и упорные: в сражениях с автоботами гибнут десятками, но без приказа никогда не отступают. Запрограммированы на повиновение командиру; тем не менее, они не лишены способности мыслить, а кое-кто из них даже осмеливается обсуждать полученные распоряжения. Существует элитная группа летучих вехиконов-асов, окрашенных в серебряный цвет, во главе которых стоит Старскрим; эта группа известна как «Армада Сикеров».
- Клоны (англ. Clones)
- Первое появление: Серия «Армада»

Созданы из протоформ, найденных Старскримом в секретной лаборатории на борту заброшенного десептиконского корабля «Вестник», где он обитал, когда был одиночкой. После того, как он ввёл каждому из них дозу собственного энергона, они ожили и стали точными копиями своего создателя не только внешне, но и внутренне, разделяя его мысли, чувства и амбиции. Старскрим послал их на «Немезиду» с заданием ликвидировать Мегатрона. В ходе этой вылазки один из клонов наткнулся на Балкхэда, случайно оказавшегося в трюме «Немезиде», и погиб в схватке с ним, а четверо других добрались до командного пункта и атаковали Мегатрона. В завязавшейся перестрелке трое из них были убиты; четвёртого клона Мегатрон пощадил, и даже обещал взять на службу, если тот принесёт ему голову настоящего Старскрима.

### Предако́ны
- Предакинг [король предаконов] (англ. Predaking) 
Альт-форма: дракон.
Оружие разрядный бластер, в звероформе — мощный плазменный огнемёт, когти-клинки (используются и в форме робота), зубы и хвост с лезвиями.
- Первое появление: Серия «Поодиночке»

Образцовый экземпляр предакона, созданный Шоквейвом. В первой же стычке с автоботами показал себя серьёзным противником, и им с трудом удалось отделаться от него. Во время нападения автоботов на Даркмаунт Предакинг преследовал корабль Ультра Магнуса, пока Рэтчет с помощью земного моста не отправил его на Северный полюс. Но позже вернулся, после чего поступил в подчинение к Старскриму (впрочем, оба от этого были не в восторге). Старскрим поначалу относился к Предакингу с пренебрежением, считая его просто механическим зверем... пока не выяснилось, что тот тоже способен трансформироваться и тоже является разумным трансформером. В обеих своих формах Предакинг неимоверно силён: он без особых усилий ломает Молот Солус Прайм, чуть не убивает Ультра Магнуса и Уилджека, сражается на равных с Оптимусом Праймом и Мегатроном. Его прочный корпус почти неуязвим для бластеров и лучемётов, даже взрыв и обвал энергонной шахты ему нипочём. Подвергается частым вспышкам неукротимого гнева, которые заставляют его терять самоконтроль и бросаться в бой с любым врагом, не задумываясь о последствиях (впрочем, это не так уж опасно, если принять во внимание то, что автоботов, превосходящих его по силе, практически нет, да и десептиконов тоже).
Когда десептиконы поняли, на что способен Предакинг, от проекта возрождения других предаконов было решено отказаться (из-за риска мятежа, который трудно было бы подавить), а все материалы — уничтожить. Благодаря хитроумной выдумке Старскрима Предакинга заставили поверить, что в окончательном уничтожении его расы виноваты автоботы, однако Рэтчету (который попал в плен к десептиконам и был отдан Предакингу на расправу) удалось убедить Предакинга «проанализировать ситуацию», и в результате тот понял, что его жестоко и бессовестно обманули. В ярости он обратился против десептиконов, но Мегатрон со Старскримом одолели его и выбросили из корабля, упрекнув его в том, что он не бился как зверь. Тем не менее, Предакинг выжил и после поражения десептиконов вернулся на Кибертрон. Позднее бок о бок с автоботами принимал участие в борьбе с Юникроном в теле Мегатрона и его воинством, ведя за собой двух других предаконов - Даркстила и Скайлинкса.
- Даркстил (англ. Darksteel) 
Альт-форма: дракон, напоминающий грифона.
Оружие: в звероформе — мощный плазменный огнемёт, когти-клинки (используются и в форме робота) и клюв.
- Первое появление: Трансформеры: Прайм. Охотники на чудовищ — Восстание Предаконов

Клон древнего предакона. Даркстил — задира. Он любит задирать кого попало, а затем ждёт, пока начнётся драка. Постоянно над всеми смеётся, не блещет умом. Он был клонирован Старскримом и Шоквейвом с целью новой армии предаконов, чтобы отомстить автоботам за Мегатрона и завоевать Кибертрон в его честь. Но после того, как Предакинг победил его и Скайлинкса в бою, они поклялись ему в верности. Он и другие предаконы объединились с автоботами в борьбе против Юникрона в теле Мегатрона и его орды террорконов-предаконов из осквернённого места их упокоения. После окончательного поражения Юникрона, Даркстил остался под началом Предакинга, и вместе с ним и Скайлинксом, выследил Старскрима, чтобы свести с ним счёты.
- Скайлинкс (англ. Skylynx) 
Альт-форма: дракон.
Оружие: в звероформе — мощный плазменный огнемёт, когти-клинки (используются и в форме робота), зубы и хвост.
- Первое появление: Трансформеры: Прайм. Охотники на чудовищ — Восстание Предаконов

Клон древнего предакона, напарник Даркстила. Очень гордый и высокомерный из-за его способностей, но также силён, поскольку он был способен вывести из строя Ультра Магнуса очень быстро. Как и Даркстил, он был клонирован Старскримом и Шоквейвом с целью новой армии предаконов, чтобы отомстить автоботам за Мегатрона и завоевать Кибертрон в его честь. Но после того, как Предакинг победил его и Даркстила в бою, они поклялись ему в верности. Он и другие предаконы объединились с автоботами в борьбе против Юникрона в теле Мегатрона и его орды террорконов-предаконов из осквернённого места их упокоения. После окончательного поражения Юникрона, Скайлинкс остался под началом Предакинга, и вместе с ним и Даркстилом, выследил Старскрима, чтобы свести с ним счёты.

### Прочие
- Террорко́ны (англ. Terrorcons) 
Альт-форма: отсутствует.
- Первое появление: Серия «Тьма сгущается: Часть 2»

Мёртвые трансформеры-зомби, воскрешённые излучением Тёмного Энергона. Лишены души и разума, исключительно злобные, одержимые стремлением убивать. Выглядят как ходячие обломки, но почти не поддаются уничтожению: даже отделённые части их тел представляют опасность, поскольку могут быстро передвигаться и атаковать врага. Во время неудачного эксперимента с синтетическим и Тёмным Энергоном, проводившегося Нокаутом и Старскримом, появился вид террорконов-вампиров с постоянной жаждой энергона, который они высасывали из своих жертв и превращали их в себе подобных. Благодаря тому, что Мегатрон поместил осколок Тёмного Энергона в свою собственную Искровую камеру, он получил возможность контролировать неукротимых террорконов; однако, он не мог контролировать террорконов-вампиров из-за присутствия синтетического энергона в смеси, которая их создала.
- Скра́плеты (англ. Scraplets)[62]
- Первое появление: Серия «Свалка»

Самые опасные паразиты на Кибертроне. Питаются металлом, причём предпочтение отдают живым роботам; обладают инфракрасным зрением, позволяющим легко находить добычу. Охотятся большими стаями. И десептиконы, и автоботы их ужасно боятся, несмотря на то, что те по сравнению с ними совсем крошечные. К счастью, на скраплетов губительно действует холод.
- Юникро́н (англ. Unicron)[65]
Альт-форма: планета. Руды всех металлов, которые добываются из недр Земли — не что иное, как плоть Юникрона.
Оружие: молнии, выпускаемые из пальцев, шипованная булава в правой руке.
Особые возможности: способен воскрешать мёртвых трансформеров, может создавать собственных клонов практически в любой точке Земли, а внутренние системы Юникрона охраняются целой армадой генерируемых им антител.
- Первое появление: Серия «Один должен пасть»

Супергигантский трансформер, рядом с которым все прочие трансформеры кажутся ничтожно маленькими. Воплощение абсолютного Зла. Презирает и ненавидит всё живое (кроме себя самого).
Вначале о нём лишь упоминалось в разговоре Мегатрона и Старскрима о Тёмном Энергоне. По словам Мегатрона, Тёмный Энергон — это кровь Юникрона; он оживляет мёртвых трансформеров, но они становятся при этом агрессивными и ведут себя как самые настоящие зомби. В конце первого сезона появился и сам Юникрон. Оказывается, что за миллионы лет блуждания в космическом пространстве он стал ядром Земли. Однако парад планет пробудил его ото сна, и теперь Земле грозит небывалая катастрофа. Единственное, что способно остановить Юникрона — Матрица Лидерства.
Мегатрон одно время надеялся привлечь Пожирателя миров на свою сторону, но, получив отказ, решил выступить против Юникрона в союзе с автоботами. Совместными усилиями трансформерам удалось вновь «усыпить» Юникрона (впрочем, как выяснилось впоследствии, это была лишь временная передышка).
- Неме́зис Прайм (англ. Nemesis Prime)
- Первое появление: Серия «Самозванец Прайм»

Дистанционно управляемая копия Оптимуса Прайма, сконструированная организацией М. Е. Х. на основе полученных ими сведений о внутреннем устройстве трансформеров и механизме трансформации. Немезис Прайм получился настолько сильным, что сокрушил всех автоботов, которые приближались к базе Сайласа. С самим Оптимусом он, однако, не справился, потому что управляющий им Сайлас отвлёкся на битву с Фаулером, и Немезис Прайм остался неподвижным. После расправы над Немезисом его тело отдали военным на хранение.
- Инсектико́ны (англ. Insecticons)
Альт-форма: жук-геркулес.
Оружие: мощные лазерные пистолеты, укреплённые на запястьях (в форме жука вооружены носовой лазерной пушкой); если дело доходит до рукопашной, пускают в ход зубы и когти (в форме жука вооружены носовым лезвием и когтями).
- Первое появление: Серия «Орион Пакс. Часть 2»

Трансформеры, принимающие формы механических насекомых. Имеют гигантские размеры, необычайно сильны, способны летать, но почти лишены интеллекта. Лишь немногие из них умеют говорить (насколько известно, таких только двое — Хардшелл и Бомбшок). В то же время инсектиконы восприимчивы к телепатии. Эйрахнида подчинила их себе, чтобы с их помощью взять верх над Мегатроном.

## Люди
- Джек Да́рби (англ. Jack Darby). Шестнадцатилетний подросток. Днём учится, а по вечерам подрабатывает в закусочной на автостоянке. Случайно сел на мотоцикл, который оказался девушкой-трансформером Арси, убегавшей от десептиконов. Позднее она вернулась, чтобы предложить ему присоединиться к автоботам. Поначалу Джек не проявлял особого энтузиазма, собирался выйти из команды, и только привязанность к Арси удержала его от этого шага. По характеру Джек очень спокойный и благоразумный[69], чуть-чуть флегматичный, однако в критические моменты, когда его маме или друзьям грозит опасность, действует быстро, смело и решительно. Оптимус Прайм настолько доверяет Джеку, что перед битвой с Юникроном вручил ему ключ от Вектора-Сигмы (с этим ключом Джек отправился на Кибертрон на поиски файлов, содержащих информацию о прошлой жизни Оптимуса[70]). Во второй части трилогии «Орион Пакс» упоминается, что Джек мечтал стать космонавтом и, совершив путешествие на Кибертрон, смог ненадолго исполнить свою мечту.
- Ми́ко Накада́и (англ. Miko Nakadai). Пятнадцатилетняя японская школьница, родом из Токио; приехала в США по обмену. Нечаянно стала свидетельницей разговора Джека с Арси, после чего автоботам волей-неволей пришлось принять Мико в свой отряд. Имеет причёску в виде двух коротких хвостиков по бокам розоватого цвета. Одета в розовую футболку, тёмно-синий комбинезон с шортами и сандалии. Эта хрупкая с виду девочка по натуре — настоящий сорванец: боевая и энергичная, ничего и никого не боится (кроме пауков), умеет настоять на своём. Из-за своей страсти к приключениям нередко попадает в беду, и друзьям приходится её выручать[71]. Хорошо рисует, обожает рок-музыку, сама играет на гитаре. Своим телохранителем Балкхэдом вертит, как хочет, втягивает его во всякие авантюры, но при этом очень любит его и страшно переживает, когда вследствие тяжёлого ранения добродушный гигант оказался на грани жизни и смерти.
- Раф Эскивел (англ. Raf Esquivel). Двенадцатилетний вундеркинд, «ходячая энциклопедия». Настоящий компьютерный гений[72]. Помогает Рэтчету осваивать земную технику, за что доктор ему весьма благодарен. Самым близким и доверенным другом Рафа становится Бамблби. Раф — единственный из людей, кто понимает Бамблби, хотя и сам не может объяснить, как это получается. У мальчика — огромная семья, где у каждого полно своих забот, так что иногда он чувствует себя очень одиноко, и поэтому тянется к Бамблби, который всегда внимательно слушает его[73]. В одной из серий оказался смертельно ранен Мегатроном, когда он хотел выстрелить в Бамблби зарядом тёмного энергона, но его вылечили с помощью инъекции обычного энергона, пожертвованного Бамблби. После инцидента Джун Дарби совершила попытку навсегда увезти детей с базы автоботов — удалось затащить в машину только Рафа, но вернуться их заставил поднявшийся ураган. Мальчик всегда помогает автоботам в плане технической поддержки. В серии «Человеческий фактор» берётся обезвредить орбитальный спутник «Дамокл», созданный отставным полковником Лиландом Бишопом (иначе известный как Сайлас) - только оперативное вмешательство Балкхэда спасло тогда людей от уничтожения. В период скитания автоботов после уничтожения их старой базы пытался уговорить Рэтчета пойти вместе с ними. Впоследствии и дальше способствовал продвижению своих друзей к их целям. В серии «Минус один» в адрес Саундвейва признался, что не уверен, что у последнего вообще есть лицо. В серии «Омега-Замок» по команде Джека запустил земной мост, отправивший связиста десептиконов в Зону Тени. В конце серии присутствовал вместе с другими ребятами на главном мостике Немезиды, наблюдая с панели компьютера, как автоботы воскрешают Кибертрон с помощью Омега-Замка.
- Уи́льям Фа́улер (англ. William Fowler). Специальный агент правительства, выступает в роли связующего звена между автоботами и внешним миром. Постоянно, и в довольно резкой форме, напоминает автоботам о необходимости соблюдать секретность. Изо всех сил старается, чтобы люди не узнали об инопланетных роботах, и сердится, когда обнаруживает на базе автоботов троих детей. Квалифицированный лётчик, пилотирует самолёты и вертолёты различных типов (однако по стечению обстоятельств всякий раз его летательное средство копирует кто-нибудь из десептиконов для своей альт-формы), также имеет квалификацию рейнджера[74]. Сначала производит впечатление нудного, ворчливого и трусоватого типа, зацикленного на правилах[75], но в дальнейшем выясняется, что это впечатление ложное. Так, агент Фаулер, будучи пойман десептиконами и подвергнут пыткам, всё же не выдаёт им местонахождение базы автоботов[76]. Со временем он проникается симпатией как к автоботам, так и к детям, активно помогает им в поисках артефактов Иакона, а после уничтожения станции «Омега-1» находит для автоботов новое пристанище в одном из ангаров военной базы армии США. Похоже, неравнодушен к Джун Дарби[77].
- Джун Да́рби (англ. June Darby). Мама Джека. Работает медсестрой в хирургическом отделении местной больницы. Поначалу о существовании трансформеров не подозревала. Долго считала Арси обычным мотоциклом и, не понимая, откуда у Джека взялся такой шикарный байк, боялась, что её сын связался с дурной компанией. Лишь когда Арси и агент Фаулер вырвали её из рук террористов, которые похитили её по инициативе Эйрахниды, миссис Дарби узнала всю правду об автоботах и стала их союзницей[78]. В одних двух сериях, кажется, словно она симпатизирует Оптимусу Прайму, в основном, из-за её фразы, которая, возможно, была лишь шуткой миссис Дарби: на её вопрос о местонахождении Прайма, Рэтчет равнодушно отвечает ей, что тот ушёл на миссию вместе с Бамблби. Секундой спустя, Джун отвечает, глядя на Джека, саркастично улыбаясь: «Зря, значит, прихорашивалась». В серии «Магнетизм», упомянула о мистере Дарби - своём муже и отце Джека, который пропал при неизвестных обстоятельствах.
- Сие́рра (англ. Sierra). Девочка, которая очень нравится Джеку. Желая произвести на неё впечатление, он принимает вызов Винса (правда, для этого ему пришлось сначала долго уговаривать Арси, а затем на время «одолжить» у Рафа Бамблби). Хотя риск был велик, но Джек добился желаемого — Сиерра начала проявлять к нему интерес, и даже стала ревновать его к Арси[79].
- Винс (англ. Vince). Сверстник Джека и его соперник в борьбе за популярность и симпатию девочек. Ему тоже нравится Сиерра, и, чтобы унизить Джека в её глазах, он предлагает тому поучаствовать в подпольных автогонках[80]. Однако в одной из серий был замечен разговаривающим с подругой Сиерры на заднем плане позади Джека.
- Са́йлас (англ. Silas), он же Ли́ланд Би́шоп — зловещая и загадочная личность[81]. Бывший военный, служивший в Специальной Тактической Группе армии США в звании полковника. Стремится установить новый мировой порядок (разумеется, во главе с самим собой). Умный, хладнокровный, циничный, одинаково безжалостный по отношению к роботам и к людям. Главное, что его интересует — инопланетные «ноу-хау»; ради доступа к ним он сотрудничает с десептиконами, но при случае не постесняется разобрать недавнего союзника на запчасти[82]. Его цель — поставить силу «живых машин» на службу своим честолюбивым замыслам. M.E.X. под его началом всё же удалось создать робота-трансформера (проект "Химера"), но в скором времени он был уничтожен автоботами, похоронив под собой и Сайласа. Лидер М.Е.Х. получил несовместимые с жизнью травмы, но всё же сумел выжить - его состояние было стабилизировано его подчинёнными. Однако, они сами признавали, что состояние Сайласа безнадёжно. К счастью, M.E.Х. сумели использовать "нестандартный" метод, соединив нервную систему человека с системой трансформера, таким образом, вернув себе лидера. Однако, став "одним из них", Сайлас посчитал, что более не нуждается в услугах своих подчинённых и, поблагодарив за службу, цинично убил их. После чего предложил свои услуги и помощь Мегатрону в обмен на место в команде. Однако спланированная им операция по захвату военного спутника «Дамокл» провалилась, а самого Сайласа Мегатрон в наказание за провал отдал Нокауту «для опытов»[83] со словами: "Потому что "Дамокл" — было лучшее, что ты мог предложить нам - и его больше нет!" Хотя, здесь, скорее, сыграло собственное нежелание лорда брать такого, как он, в свою команду. Сайлас умер после того, как Эйрахнида уничтожила то, что осталось от Брейкдауна, когда превращённый в терроркона Сайлас освободил её, чтобы выпить её энергон[37]. Перед смертью Лиланд Бишоп поблагодарил её за "освобождение".
- «М.Е.Х.» (англ. M.E.C.H. ) — военизированная террористическая организация, созданная Сайласом. Хорошо законспирированы: их практически невозможно увидеть без масок, полностью скрывающих лица, и защитных комбинезонов. Одержимы идеей во что бы то ни стало заполучить новейшие технологии, так как уверены, что всегда побеждает сторона, вооружённая по последнему слову техники. В одном из эпизодов они охотятся за генератором ядерной энергии, перевозимым агентом Фаулером. Последний, решив, что на него напали десептиконы, вызывает автоботов на помощь. Когда недоразумение проясняется, Оптимус Прайм называет М.Е.Х. «десептиконами в облике людей». О Сайласе он говорит: «Мегатрон вёл себя похожим образом, прежде чем ввергнуть нашу планету в войну»[84]. Для исследования тонкостей кибертронской физиологии сначала похитили (и чуть не разобрали на запчасти) Брейкдауна, а потом начали сотрудничать со Старскримом (у которого, в итоге, извлекли Т-шестерню, необходимую для трансформации). Результатом действий М.Е.Х. становится управляемый трансформер Немезис Прайм, однако первый же опыт его использования привёл к столкновению с автоботами, в результате которого «МЕХаники» потеряли и робота, и своего командира[85]. Позже учёным организации удалось вернуть Сайласа к жизни, однако тот решил, что больше не нуждается в своих подчинённых и уничтожил их без жалости и угрызений совести[83].
- Охранник — задержал Мико в археологическом музее, откуда она вместе с Джеком и Рафом пыталась по просьбе автоботов забрать один из экспонатов (который в действительности являлся кибертронским артефактом — «жнецом энергона»)[86]. Только подоспевший агент Фаулер сумел уговорить бдительного сторожа отпустить девочку.
- Генерал Брайс (англ. Bryce) — член Вооружённых сил США и один из боссов агента Фаулера. В серии "Допрос" (2 сезон 9 серия) Фоулер отчитывался перед ним по поводу автоботов.
- Во́гел (англ. Vogel) — рабочий Нью-Йоркского метрополитена. Помогал Джеку, Мико и автоботам. Был принят в секретные агенты из-за раскрытой ему тайны о существовании трансформеров.